# Barevné značení elektronických součástek

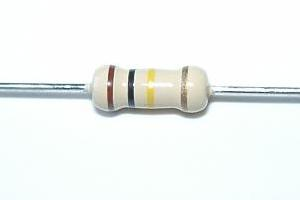
100 kΩ rezistor s barevným značením

Barevné značení elektronických součástek se používá pro označení hodnoty rezistorů, v  menší míře také kondenzátorů, cívek a dalších elektronických součástek. Existuje také barevné značení sdělovacích kabelů, nicméně to se značně liší od tohoto systému.
Značení je sjednoceno mezinárodním standardem IEC 60062, avšak v USA se používá také odlišný kód podle vojenské normy MIL-STD-199. Předchůdce standardu IEC 60062 je EIA-RS-279.
Barevné pruhy se používají, protože je lze levně a jednoduše natisknout na malé součástky. Avšak jsou zde i jisté nevýhody, obzvláště pro barvoslepé osoby. A přehřívání součástek nebo usazování nečistot může způsobit, že je nemožné odlišit hnědý pruh od červeného nebo oranžového.
Pokrok v tiskové technologii umožnil tisk čísel na malé součástky. Na pasivních SMD součástkách tak najdeme již výhradně číselné označení namísto barevných pruhů.

## Historie

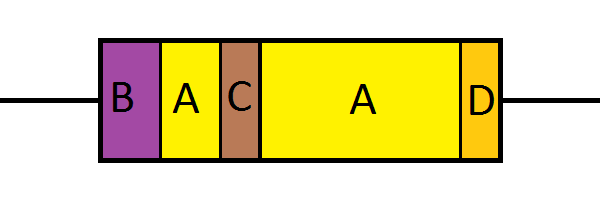
Jedno z mnoha historických značení rezistorů pomocí barevného kódu

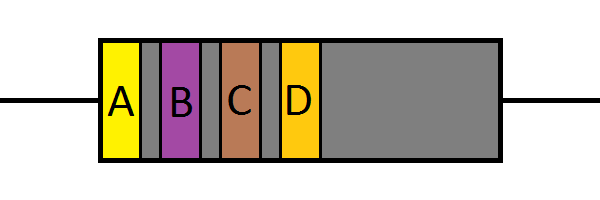
Jedno z mnoha historických značení rezistorů pomocí barevného kódu

Barevné značení bylo vyvinuto na začátku 20. let 20. století Asociací výrobců rádií (RMA, nyní součástí EIA), a bylo publikováno jako EIA-RS-279.  RMA zavedla zpočátku několik způsobů značení.  Později se začal používat pouze jeden způsob RMA označení.
Na obrázcích vpravo jsou uvedeny některé z dříve používaných barevných kódů. Všechny obrázky ukazují rezistory s hodnotou odporu 470 ohmů a z horních dvou lze navíc vyčíst toleranci 5 %. Barvy a odpovídající čísla jsou stejné jako dnes. Písmeno A odpovídá 1. pruhu, písmeno B 2. pruhu, písmeno C 3. pruhu a písmeno D odpovídá 4. pruhu. Takže s převodní tabulkou níže zjistíme, že hodnota odporu je opravdu 470 ohmů.

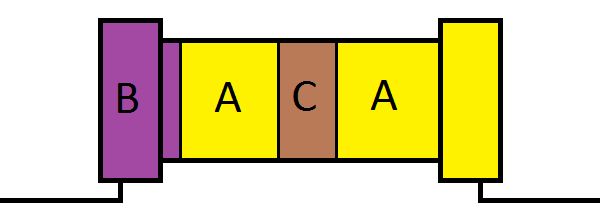
Další z historických značení rezistorů

## Rezistory
U rezistorů jsou údaje zakódovány barevnými pruhy. U běžných rezistorů má kód tři nebo čtyři proužky. Kód se čte zleva doprava, přičemž na levé straně odporu jsou soustředěny první tři proužky. První cifra není nikdy nula (černý proužek).

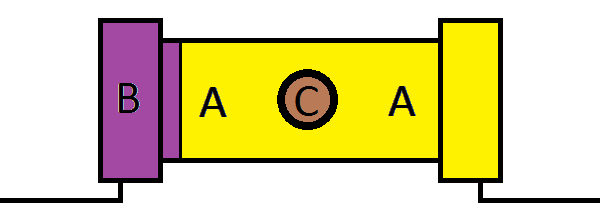
Značení dříve používané americkou JAN (Joint Army-Navy)

pruh A je první platná číslice hodnoty odporu v ohmech

pruh B je druhá platná číslice hodnoty odporu

pruh C desítkový násobitel

pruh D pokud je uveden, znamená toleranci (pokud chybí, je tolerance 20 %)
Přesné odpory mají pět proužků, první tři proužky určují hodnotu, čtvrtý pruh se používá pro násobitel a pátý pro toleranci. U některých odporů může být zcela vpravo ještě šestý pruh definující tepelný koeficient odporu, tento pruh je výrazně širší.
V USA se může používat ještě jiný způsob podle vojenské normy MIL-STD-199. V tomto případě se pátý pruh používá pro spolehlivost (procento selhání).
| Barva    | 1. pruh | 2. pruh | 3. pruh | Násobitel | Tolerance  | Tepl. koeficient | Spolehlivost |
| -------- | ------- | ------- | ------- | --------- | ---------- | ---------------- | ------------ |
| Černá    | 0       | 0       | 0       | ×100      |            |                  | 1%;          |
| Hnědá    | 1       | 1       | 1       | ×101      | ±1% (F)    | 100 ppm          | 0.1%;        |
| Rudá     | 2       | 2       | 2       | ×102      | ±2% (G)    | 50 ppm           | 0.01%;       |
| Oranžová | 3       | 3       | 3       | ×103      |            | 15 ppm           | 0.001%;      |
| Žlutá    | 4       | 4       | 4       | ×104      |            | 25 ppm           |              |
| Zelená   | 5       | 5       | 5       | ×105      | ±0.5% (D)  |                  |              |
| Modrá    | 6       | 6       | 6       | ×106      | ±0.25% (C) | 10 ppm           |              |
| Fialová  | 7       | 7       | 7       | ×107      | ±0.1% (B)  | 5 ppm            |              |
| Šedá     | 8       | 8       | 8       | ×108      | ±0.05% (A) |                  |              |
| Bílá     | 9       | 9       | 9       | ×109      |            | 1 ppm            |              |
| Zlatá    |         |         |         | ×0.1      | ±5% (J)    |                  |              |
| Stříbrná |         |         |         | ×0.01     | ±10% (K)   |                  |              |
| Žádná    |         |         |         |           | ±20% (M)   |                  |              |

Příklad: žlutá fialová červená hnědá znamená 4 700 ohmů, 1% tolerance.

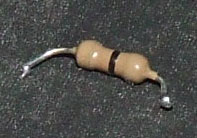
Rezistor s nulovým odporem, označený jediným černým pruhem

Rezistory s nulovým odporem, které se používají hlavně v automatizované výrobě, se značí jediným černým pruhem, který je uprostřed.
Podobný kód se používá i pro NTC termistory, jejichž pouzdro je ploché s vývody na jednu stranu. První pruh je nejblíž k vývodům.
Mnemotechnická pomůcka pro zapamatování pořadí barev: Čenda Honí Rychlou Oteklou Žížalu Za Malou Farmou Špatným Bičem Zlomenou Stranou – Žabař

## Kondenzátory a indukčnosti
U kondenzátorů není barevné značení využíváno tak často (častěji se používá kódové označení pomocí tří čísel, kde třetí udává počet nul, které je potřeba za předchozí přidat; výsledná hodnota je v pF – např. kód 224 značí 220000pF = 220nF). Podle typu kondenzátoru je třeba kromě hodnoty a tolerance určit provedení, maximální napětí, u keramických kondenzátorů i tepelné parametry. Proto je u některých typů třeba použít až šest barevných teček. Systém značení hodnot a násobitelů je stejný jako u rezistorů, tolerance a další vlastnosti jsou značeny jinak. Pro bezpečnou orientaci je proto užitečná dokumentace výrobce. Základní jednotkou, na kterou se aplikuje násobitel, je u kondenzátorů pikofarad pF a u indukčností mikrohenry μH.
| Barva    | 1. pruh | Násobitel  | Tolerance | Charakteristika | Pracovní napětí (DC) | Pracovní teplota | EIA/Vibrace    |
| -------- | ------- | ---------- | --------- | --------------- | -------------------- | ---------------- | -------------- |
| Černá    | 0       | 1          | ±20%      | -               | -                    | -55 °C až 70 °C  | 10 až 55 Hz    |
| Hnědá    | 1       | 10         | ±1%       | B               | 100 V                | -                | -              |
| Rudá     | 2       | 100        | ±2%       | C               | -                    | -55 °C až 85 °C  | -              |
| Oranžová | 3       | 1 000      | -         | D               | 300 V                | -                | -              |
| Žlutá    | 4       | 10 000     | -         | E               | -                    | -55 °C až 125 °C | 10 až 2 000 Hz |
| Zelená   | 5       | 100 000    | ±0,5%     | F               | 500 V                | -                | -              |
| Modrá    | 6       | 1 000 000  | -         | -               | -                    | -55 °C až 150 °C | -              |
| Fialová  | 7       | 10 000 000 | -         | -               | -                    | -                | -              |
| Šedá     | 8       | -          | -         | -               | -                    | -                | -              |
| Bílá     | 9       | -          | -         | -               | -                    | -                | -              |
| Zlatá    |         | -          | ±5%       | -               | 1000 V               | -                | -              |
| Stříbrná | -       | -          | ±10%      | -               | -                    | -                | -              |

| Barva    | 1. pruh | 2. pruh | Násobitel | Tolerance |
| -------- | ------- | ------- | --------- | --------- |
| Černá    | 0       | 0       | 1         | ±20%      |
| Hnědá    | 1       | 1       | 10        | ±1%       |
| Červená  | 2       | 2       | 100       | ±2%       |
| Oranžová | 3       | 3       | 1 000     | ±3%       |
| Žlutá    | 4       | 4       | 10 000    | ±4%       |
| Zelená   | 5       | 5       |           |           |
| Modrá    | 6       | 6       |           |           |
| Fialová  | 7       | 7       |           |           |
| Šedá     | 8       | 8       |           |           |
| Bílá     | 9       | 9       |           |           |
| Zlatá    |         |         | 0.1       | ±5%       |
| Stříbrná |         |         | 0.01      | ±10%      |

Například pruhy v pořadí hnědá-zelená-hnědá-stříbrná znamenají 1 (desítky) – 5 (jednotky) – 10 (násobitel) – 10 % (tolerance) = 150 μH ± 10 %.